# Crossarchus
Crossarchus és un gènere de la família de les mangostes, dins l'ordre dels carnívors.

## Distribució i hàbitat
Els membres d'aquest gènere es troben als pantans i als boscos del centre i l'oest d'Àfrica, en països com Ghana, Costa d'Ivori, Libèria o Sierra Leone.

## Comportament
Viuen en grups de 10 a 24 individus, que se subdivideixen en entre una i tres famílies, formades per una parella i les seves cries. Són animals diürns que deambulen constantment pel seu territori, sense romandre massa temps en un mateix lloc. Durant aquests desplaçament creen nius per viure-hi temporalment.
Fan servir les urpes i el musell per excavar els llits de fulles dels boscos, sota les arrels dels arbres i les potes, per cercar insectes i larves. També s'endinsen en rierols poc profunds per cercar crancs.

## Dieta
S'alimenten d'insectes, larves, petits rèptils, crancs i baies.

## Reproducció
Les femelles tenen més d'un cicle estral per any, i si no s'aparellen poden arribar a entrar en zel fins a nou vegades en un sol any. Les ventrades varien entre 2 i 3 cadells per any. Les cries neixen cegues i no obren els ulls fins al dotzè dia. A les tres setmanes ja poden menjar aliment sòlid, i a les cinc, ja tenen el pelatge d'un adult.

## Taxonomia
- Mangosta d'Alexandre[1] (Crossarchus alexandri)
- Mangosta d'Angola[2] (Crossarchus ansorgei)
- Mangosta fosca[3] (Crossarchus obscurus)
- Cusimanse capplà[4] (Crossarchus platycephalus)